# NGC 7348
NGC 7348 ist eine Balken-Spiralgalaxie vom Hubble-Typ SBc im Sternbild Pegasus am Nordsternhimmel. Sie ist schätzungsweise 343 Millionen Lichtjahre von der Milchstraße entfernt und hat einen Durchmesser von etwa 110.000 Lichtjahren.
Im selben Himmelsareal befinden sich u. a. die Galaxien NGC 7346, NGC 7347, NGC 7353.
Das Objekt wurde am 7. August 1864 von Albert Marth entdeckt.